# Distosquilla
Distosquilla is een geslacht van kreeftachtigen uit de klasse van de Malacostraca (hogere kreeftachtigen).

## Soort
- Distosquilla miles (Hess, 1865)